# Marvin Hamlisch
Marvin Frederick Hamlisch (Nova York, 2 de juny de 1944 − Los Angeles, 6 d'agost de 2012)fou un compositor estatunidenc.
És un dels onze que ha obtingut un Emmy, un Grammy, un Oscar i un Tony, els quatre premis americans majors en l'àmbit de la diversió en el transcurs de la seva carrera: Oscar, Emmy, Grammy i Tony.

## Biografia
Marvin Hamlish neix a Nova York el 2 de juny de 1944. El seu pare, Max Hamlisch, era acordionista i director d'orquestra. Comença al piano als cinc anys i és admès l'any següent a la Julliard School. Debuta a Broadway el 1964 com a pianista repetidor per a la creació de Funny Girl amb Barbra Streisand. Realitza després els arranjaments de ball de diverses comèdies musicals. El productor Sam Spiegel el contracta per animar les seves vesprades, cosa que li permet lligar relacions en el medi cinematogràfic i compondre la seva primera música original el 1968 per a El Capbussó de Frank Perry. El 1974, guanya tres Oscars, dos dels quals per a les composicions originals de Els nostres anys més bonics i un per a l'adaptació de les obres de Scott Joplin a The Sting.
Acompanya i dona la rèplica a Groucho Marx en una gira el 1974-1975, després supervisa i realitza els arranjaments dels espectacles de Liza Minnelli: Liza  (1974), Minnelli on Minnelli  (1999) i Liza's at the Palace  (2008) 
Marvin Hamlisch mor el 6 d'agost de 2012 a Los Angeles (Califòrnia) de problemes respiratoris conseqüència d'una encefalopatia hipertensiva. És enterrat el 14 d'agost al cementiri jueu de Mount Zion Cemetery (Nova York), després d'una cerimònia al temple Emanu-El de Nova York.

## Teatre
- A Chorus Line (1975), comèdia musical de James Kirkwood i Nicholas Dante, música de Marvin Hamlisch, lletra d'Edward Kleban.
- They're Playing Our Song (1979), comèdia musical de Neil Simon, música de Marvin Hamlisch, lletra de Carole Bayer Sager
- Smile (comèdia musical) (1986), comèdia musical de Howard Ashman, música de Marvin Hamlisch, lletra de Howard Ashman
- The Goodbye Girl (1993), comèdia musical de Neil Simon, música de Marvin Hamlisch, lletra de David Zippel.
- Sweet Smell of Success (2002), comèdia musical de John Guare, música de Marvin Hamlisch, lletra de Craig Carnelia.
- Imaginary Friends (2002), comèdia de Nora Ephron, música de Marvin Hamlisch, lletra de Craig Carnelia.

## Filmografia[5]

### Cinema
- El nedador (The Swimmer) (1968)
- Take the Money and Run (1969)
- The April Fools (1969)
- Move (1970)
- Flap (1970)
- Something Big (1971)
- Kotch (1971)
- Bananas (1971)
- Guerra entre homes i dones (The War Between Men and Women) (1972)
- The World's Greatest Athlete (1973)
- Save the Tiger (1973)
- Tal com érem (The Way We Were) (1973)
- El cop (The Sting) (1973)
- El presoner de la Segona Avinguda (The Prisoner of Second Avenue) (1975)
- L'espia que em va estimar (The Spy Who Loved Me) (1977)
- The Absent-Minded Waiter (1977)
- Same Time, Next Year (1978)
- Castells de gel (Ice Castles) (1978)
- Starting Over (1979)
- Chapter Two (1979)
- Seems Like Old Times (1980)
- Gent corrent (Ordinary People) (1980)
- Gilda Live (1980)
- La decisió de la Sophie (Sophie's Choice) (1982)
- I Ought to Be in Pictures (1982)
- Romantic Comedy (1983)
- A Streetcar Named Desire (1984)
- DARYL (1985)
- A Chorus Line (1985)
- When the Time Comes (1987)
- Tres solters i un biberó (Three Men and a Baby) (1987)
- The Return of the Six Million Dollar Man and the Bionic Woman (1987)
- Sam Found Out: A Triple Play (1988)
- Little Nikita (1988)
- David (1988)
- L'assassí del calendari (The January Man) (1989)
- Shirley Valentine (1989)
- The Experts (1989)
- Women and Men: Stories of Seduction (1990)
- Switched at Birth (1991)
- Missing Pieces (1991)
- Frankie i Johnny (Frankie and Johnny) (1991)
- Seasons of the Heart (1994)
- L'amor té dues cares (The Mirror Has Two Faces) (1996)
- How to Lose a Guy in 10 Days (2003)
- The Informant! (2009)

## Premis i nominacions

### Premis
- 1974: Oscar a la millor banda sonora per The Way We Were
- 1974: Oscar a la millor cançó original per The Way We Were amb "The Way We Were"
- 1974: Oscar a la millor cançó original o adaptació per El cop
- 1975: Grammy al millor nou artista
- 1975: Grammy al millor àlbum de banda sonora escrita per pel·lícula per The Way We Were
- 1976: Tony Award a la millor partitura original per A Chorus Line (amb Edward Kleban)
- 1976: Drama Desk Award a la millor música i lletra per A Chorus Line (amb Edward Kleban)
- 1976: Pulitzer de l'obra teatral per A Chorus Line (amb Michael Bennett, James Kirkwood, Nicholas Dante i Edward Kleban)
- 1995: Primetime Emmy a la millor direcció musical per Barbra: The Concert
- 1995: Primetime Emmy a la millor música i lletra per Barbra: The Concert amb "Ordinary Miracles"
- 1999: Primetime Emmy a la millor música i lletra per AFI's 100 Years... 100 Movies: America's Greatest Movies amb "A Ticket To Dream"
- 2001: Primetime Emmy a la millor direcció musical per Timeless: Live in Concert

### Nominacions
- 1972: Oscar a la millor cançó original per Kotch amb "Life Is What You Make It"
- 1978: Oscar a la millor banda sonora per L'espia que em va estimar
- 1978: Oscar a la millor cançó original per L'espia que em va estimar amb "Nobody Does It Better"
- 1978: Globus d'Or a la millor banda sonora per L'espia que em va estimar
- 1978: Globus d'Or a la millor cançó original per L'espia que em va estimar amb "Nobody Does It Better"
- 1978: BAFTA a la millor música per L'espia que em va estimar
- 1978: Grammy al millor àlbum de banda sonora escrita per pel·lícula o televisió per L'espia que em va estimar
- 1979: Oscar a la millor cançó original per Same Time, Next Year amb "The Last Time I Felt Like This"
- 1979: Globus d'Or a la millor cançó original per Same Time, Next Year amb "The Last Time I Felt Like This"
- 1980: Oscar a la millor cançó original per Ice Castles amb "Through the Eyes of Love"
- 1980: Globus d'Or a la millor cançó original per Ice Castles amb "Through the Eyes of Love"
- 1980: Globus d'Or a la millor cançó original per Starting Over amb "Better Than Ever"
- 1980: Grammy al millor àlbum de banda sonora escrita per pel·lícula o televisió per Ice Castles
- 1983: Oscar a la millor banda sonora per La decisió de la Sophie
- 1986: Oscar a la millor cançó original per A Chorus Line amb "Surprise Surprise"
- 1990: Oscar a la millor cançó original per Shirley Valentine amb "The Girl Who Used to Be Me"
- 1990: Globus d'Or a la millor cançó original per Shirley Valentine amb "The Girl Who Used to Be Me"
- 1990: Grammy a la millor cançó escrita per pel·lícula o televisió per Shirley Valentine amb "The Girl Who Used To Be Me"
- 1992: Primetime Emmy al millor tema principal per Brooklyn Bridge amb "When Irish Eyes are Smiling"
- 1997: Oscar a la millor cançó original per L'amor té dues cares amb "I've Finally Found Someone"
- 1997: Globus d'Or a la millor banda sonora per L'amor té dues cares
- 1997: Globus d'Or a la millor cançó original per L'amor té dues cares amb "I've Finally Found Someone"
- 2000: Primetime Emmy a la millor música i lletra per AFI's 100 Years... 100 Stars: America's Greatest Screen Legends amb "Without You"
- 2001: Primetime Emmy a la millor música i lletra per AFI Life Achievement Award: A Tribute to Barbra Streisand amb "On the Way to Becoming Me"
- 2010: Globus d'Or a la millor banda sonora per The Informant!